# Breziny
Breziny (maď. Zólyomberezna) jsou obec na středním Slovensku v okrese Zvolen. V roce 2013 zde žilo 362 obyvatel. První písemná zmínka o obci pochází z roku 1255.
Leží přibližně 10 km jihojihozápadně od Zvolena.